# Брестка уния
Брестката уния е решение на редица епископи на Киевската митрополия на Вселенската патриаршия, начело с митрополита Михаил Рогоза, да приемат католическата доктрина и по-специално номинално върховенството на папата, но при запазване византийската литургична традиция и църковнославянския език. От папска страна, този акт е изцяло дело на ордена на йезуитите в хода на контрареформацията в западноруските /литовски/ земи на Великото литовска княжество (които са част от Жеч Посполита по силата на люблинската уния).
Историята по сключването на унията се предхожда от първото посещение на папски легат в Москва, след като Иван Грозни се прогласява и издига за руски цар. Антонио Посевино, генерален секретар на Йезуитския орден (на който начело е т.нар. черен папа), е в Москва по покана на Иван Грозни за посредничество по сключването на мирен договор за прекратяване на водената ливонска война. Посевино се опитва да убеди руския цар да приеме уния, но безуспешно. Независимо от това и папският легат и царят са се оценили високо един друг и на 14 февруари 1582 г. на червения площад е проведен публичен религиозен диспут, след който /според руски свидетели/ папския представител си скубел брадата. Последните сведения идат да кажат, че мисията на Посевино е била неуспешна от политическа гледна точка. 
Договорът за присъединяване на Киевската митрополия към Римокатолическата църква е подписан в Рим на 23 декември 1595 г. и одобрен на 9 (19) октомври 1596 г. на катедрен съвет или униатски събор в Брест, откъдето ѝ името. По време на униатския събор, също в Брест, двама православни епископи от киевската митрополия, патриаршеският екзарх Никифор и Константин Острожки потвърждават вярата и верността си към Константинопол и отдават унията на анатема.
През 1700 г. към унията се присъединяват и Лвовската, а през 1702 г. и Луцката епархия.

## Исторически оценки
Брестката уния е много спорен акт, който донякъде допринася за отслабване влиянието на създадената непосредствено преди унията Московска патриаршия през 1590 г. (томосът е връчен на цар Фьодор I от нарочна църковна делегация водена от Дионисий Рали). Унията спомага и за настъпилото смутно време в руската история. Последствията за православието са притъпени в резултат от дейността най-вече на Петър Могила, който създава Киевска духовна семинария (1615) и подготвя почвата и организира провеждането на Яшкия събор под егидата на Василий Лупу. От друга страна, духовното разцепление в западноруските земи способства за успеха на въстанието на Богдан Хмелницки.
Православната Киевска митрополия е възстановена наново през 1620 г., когато православните митрополити в Киев отново започват да носят титлата „Митрополит на Киев и цяла Русия“. През XVII век във великоруските земи назрява дисидентски въпрос, а от края на XVIII век с трите подялби на Полша, униатите са и подложени на преследване.
Брестката уния има косвено отражение и за българските земи. След последвалия Житваторогски мирен договор се наблюдава католическа пропаганда в българските земи през XVII век.